# Kremena
Kremena je naselje u Republici Hrvatskoj, u sastavu Općine Slivno, Dubrovačko-neretvanska županija. 

## Stanovništvo
Prema popisu stanovništva iz 2001. godine, naselje je imalo 14 stanovnika te 7 obiteljskih kućanstava. Po popisu iz 2011. u naselju je 56 stanovnika.
| broj stanovnika |       |       | 160   | 172   | 182   | 228   |       |       |       | 104   | 11    | 32    |       |       | 14    | 56    | 28    |
|                 | 1857. | 1869. | 1880. | 1890. | 1900. | 1910. | 1921. | 1931. | 1948. | 1953. | 1961. | 1971. | 1981. | 1991. | 2001. | 2011. | 2021. |

## Kapela Svetog Vlaha (Blaža)
Obiteljsku kapelu dugu 3,5 i široku 2,5 metra sagradio je Mate Bjeliš poslije Prvog svjetskog rata. Na vrhu pročelja je zvonik na preslicu za tri zvona. Misa se služi blagdan sv. Vlaha, 3. veljače.